# Патч-антена

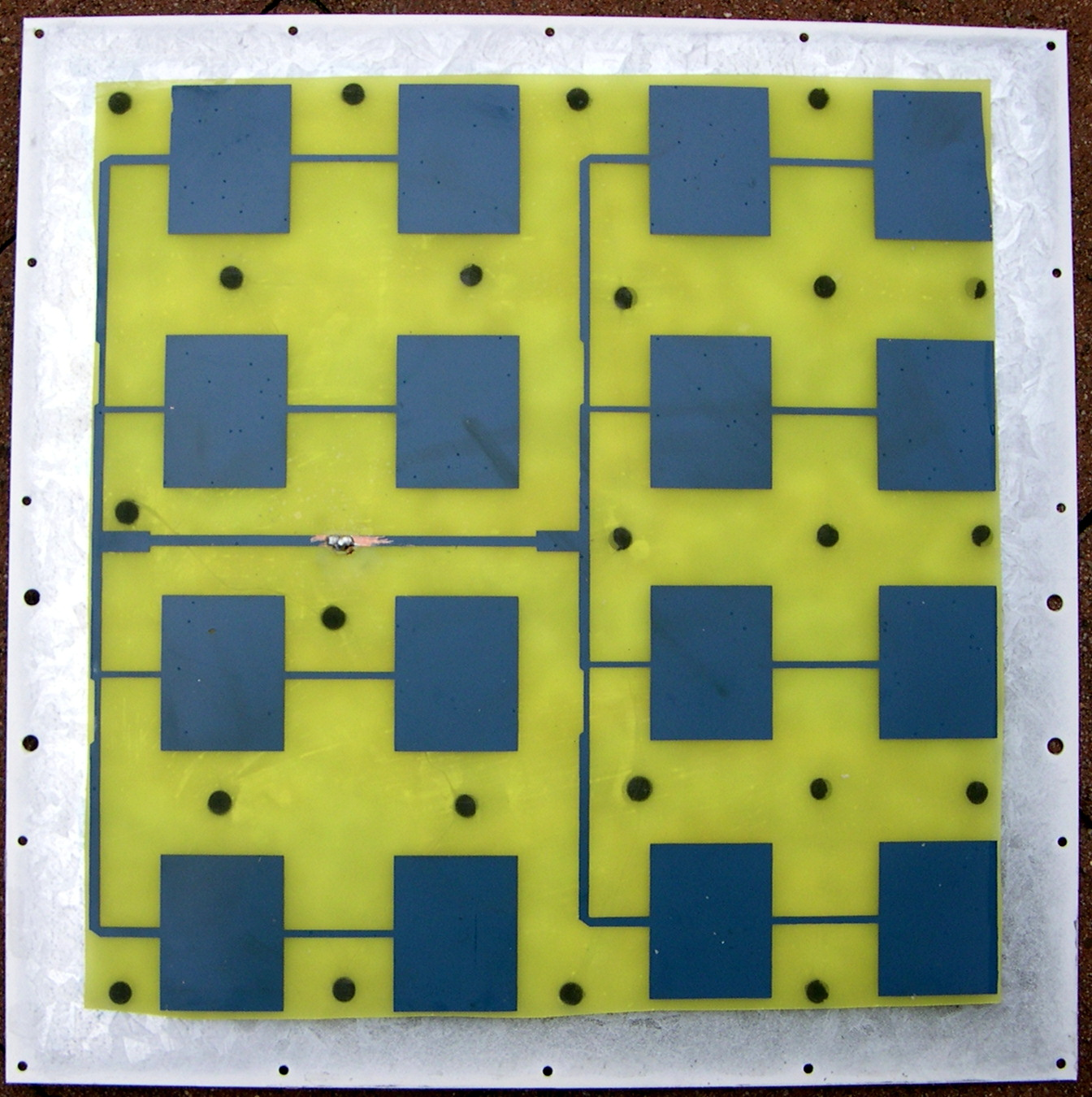
Патч-антена 2,4 ГГц

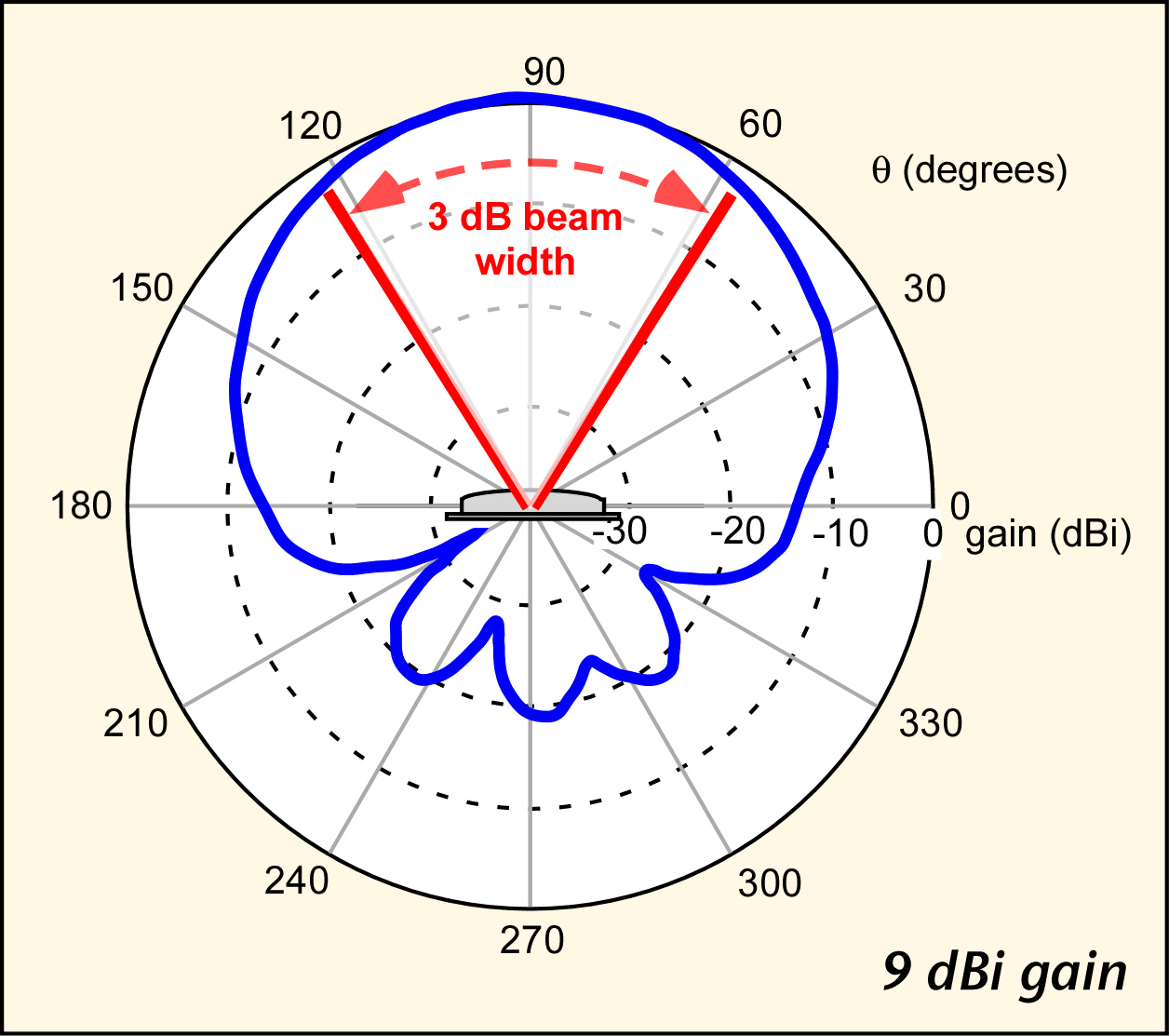
Діаграма підсилення патч-антени

Патч-антена (від англ. Patch - клаптик) - це тип антени з низьким профілем, який можна встановити на поверхню. Антена складається з плоского прямокутного, круглого, трикутного або будь-якої іншої геометричної форми металевого аркуша (який називається «патч»), встановленого поверх  металевого листа більшого розміру, який називається заземленою площиною . 
Це оригінальний тип мікросмужкової антени, описаний Хоуелом у 1972 році.  Два металеві листи разом утворюють резонансну частину мікросмужкової лінії передачі довжиною приблизно в половину довжини хвилі радіохвилі. Випромінювання відбувається через окантовку полів уздовж випромінюючих країв.  Випромінювання на краях призводить до того, що антена електрично діє трохи більше, ніж її фізичні розміри. Для того, щоб антена була резонансною, мікросмужкова лінія передачі, є трохи коротшою за половину довжини хвилі на використовуваній частоті. 
Патч-антена є зручною для використання на мікрохвильових частотах, на яких довжини хвиль досить короткі, щоб "патчі" були зручно малими. Патч-антена широко використовується в портативних бездротових пристроях через легкість виготовлення на друкованих платах. Кілька патч-антен на одній підкладці (див. зображення), які називаються мікросмужковими антенами, можна використовувати для створення антенних решіток із високим коефіцієнтом підсилення та фазованих решіток, у яких промінь може керуватися електронним способом.
Різновидом патч-антени, який зазвичай використовується в мобільних телефонах, є закорочена патч-антена або плоска обернена F-антена. У цій антені один кут накладки (або іноді один край) заземлений штирем заземлення. Інший різновид патч-антени з частково вигравіруваною площиною заземлення (відомий як друкована монопольна антена), є доволі універсальною антеною для роботи в двох діапазонах. 

## Зовнішні посилання
- Patch Antenna Tutorial EM Talk
- Patch Antenna Calculator
- The basics of patch antennas
- A Dual-Band Rectangular CPW Folded Slot Antenna for GNSS Applications